# (25424) Gunasekaran
(25424) Gunasekaran est un astéroïde de la ceinture principale d'astéroïdes.

## Description
(25424) Gunasekaran est un astéroïde de la ceinture principale d'astéroïdes. Il fut découvert le 14 novembre 1999 à Socorro (Nouveau-Mexique) par le projet LINEAR. Il présente une orbite caractérisée par un demi-grand axe de 2,57 UA, une excentricité de 0,10 et une inclinaison de 2,8° par rapport à l'écliptique.

## Compléments